# Verzoeking van de heilige Antonius ('s-Hertogenbosch)
De verzoeking van de heilige Antonius is een schilderij van een navolger van de Zuid-Nederlandse schilder Jheronimus Bosch in het Noordbrabants Museum in 's-Hertogenbosch.

## Voorstelling
Het stelt de heilige Antonius voor. Hij is ten halve lijve afgebeeld en is te herkennen aan het Antoniuskruis op zijn monnikskap. De bel aan zijn riem verwijst naar zijn volgelingen, de Antonieten, die zich bezighielden met de verpleging van slachtoffers van besmettelijke ziekten als de pest en met een bel hun aanwezigheid aankondigden. De heilige is biddend afgebeeld, leunend op een groot rotsblok met daarop een staf en een granaatappel. Volgens de legende van Athanasius van Alexandrië werd hij in de woestijn op de proef gesteld door de duivel.
Het huis met de vrouwenkop is volgens Bosch-auteur Dirk Bax een bordeel, herkenbaar aan de duiventil op haar hoofd en de zwaan op het uithangbord links. Een bordeel werd in de 16e eeuw ook Duyf-huys genoemd en een prostituee een swaentje. Links op het paneel is te zien hoe de priorij van Antonius door insectachtige monsters in brand wordt gestoken. In de lucht vliegt een vis met daarop een demon met een uil op zijn hoofd. De uil stond in de 16e eeuw symbool voor de verleiding (zie bijvoorbeeld de tekening Uilennest).

## Versies, toeschrijving en datering
Van deze Verzoeking van de heilige Antonius bestaat verder nog een iets grotere, identieke versie in het Prado en een versie op doek in het Escorial, waar het bordeel vervangen is door het crucifix. De kunsthistoricus Max Friedländer omschreef de versie in 's-Hertogenbosch als ‘rather crude in execution’ en ‘probably an old copy’. Ook Bosch-auteur Jacques Combe denkt aan een kopie naar een verloren gegaan origineel. Ondanks de prominent aanwezige handtekening rechtsonder, staat de compositie van deze groep echter te ver van Bosch verwijderd, om ervan uit te gaan dat het hier om een kopie gaat. Dendrochronologisch heeft aangetoond dat de Bossche versie omstreeks 1551 of later ontstaan is.
|  |  |

## Herkomst
Het werk werd voor het eerst door Friedländer gesignaleerd bij kunsthandelaar Charles Brunner. Het werd in juli 1935 door Frederik Schmidt Degener aan het Rijksmuseum Amsterdam geschonken ter gelegenheid van het 50-jarige jubileum van het museum. In november 2001 werd het door het Rijksmuseum aan het Noordbrabants Museum in bruikleen gegeven.